# Chapelle de la Trinité de Cannes
Pour les articles homonymes, voir Chapelle de la Trinité.
La chapelle de la Trinité est une des sept chapelles dont six subsistent — Saint-Pierre, Saint-Caprais, Saint-Michel, Saint-Porcaire, Saint-Sauveur et la Trinité — qui se trouvent sur l'île Saint-Honorat, autour de l'abbaye de Lérins, située dans la baie de Cannes, dans le département français des Alpes-Maritimes en région Provence-Alpes-Côte d'Azur.

## Historique
C'est vers 400-410, qu'Honorat et Caprais, se sont retirés sur l'île de Lérina, déjà citée par Pline l'Ancien, avec l'accord de l'évêque de Fréjus, saint Léonce.
L'architecte Viollet-le-Duc considérait la coupole de la chapelle comme la plus ancienne d'Occident. En l'absence de documents sur sa construction, il n'est possible de faire que des hypothèses à partir de l'architecture du monument. Pour certains auteurs, il y a eu deux périodes de construction. Le chœur triconque n'a pas été construit en même temps que la nef. Pour certains la nef est antérieure au chœur. Pour d'autres c'est l'inverse, la nef datant du XIe siècle, probablement à l'initiative de l'abbé Aldebert II, et le chœur des premiers siècles du Moyen Âge, Ve siècle-VIe siècle. Il est difficile d'apporter des preuves pour valider ces propositions.
En 1787, l'abbaye est sécularisée au profit de l'évêque de Grasse. Elle ne comptait plus alors que quatre moines.
L'île Saint-Honorat et le monastère sont achetés en 1791 par Jean Alziary de Roquefort. Sa fille, l'actrice Marie-Blanche, connue sous le nom de Sainval, réside dans le château fort jusqu'en 1817 et en reste propriétaire jusqu'en 1830. Ils sont en suite rachetés par un commerçant de Vallauris, Jean-Louis Sicard. Ils deviennent ensuite la propriété d'un pasteur anglican, le révérend Henry Belmont Smith qui a entrepris de construire à Cannes, en 1854, le château de La Bocca, aujourd'hui détruit. En 1859, Mgr Henri Jordany, évêque de Fréjus rachète l'île Saint-Honorat pour la somme de 55 000 francs. L'abbaye est restaurée à partir de 1869.
Les fouilles faites entre 1850 et 1860 ont mis au jour les fondations d'un petit bâtiment contre le mur sud et une citerne côté est, doublant un puits d'eau douce qui était réputé miraculeux. On peut supposer que la chapelle était doublée d'un petit ermitage. Les fouilles ont aussi trouvé des tombes d'un cimetière datant du XVIIe siècle.
La chapelle de la Trinité a été restaurée à partir de 1930, supprimant les adjonctions et les surélévations qui lui avaient apportées quand elle avait été transformée en fortin par les troupes espagnoles en 1635.

## Présentation
La chapelle est composée d'une courte nef de deux travées et d'un chœur triconque. La nef est couverte d'une voûte en berceau en plein cintre renforcée par deux arcs-doubleaux rectangulaires. À la jonction avec le chœur, la voûte s'appuie sur un arc triomphal monté sur des piliers faits de fragments antiques.
Le chœur est couvert par une coupole sur pendentifs. Les pendentifs sont placés entre les cul-de-four de l'abside et des hémicycles latéraux. Le plan de la croisée étant trapézoïdal, la coupole a un plan elliptique. Le prolongement de la coupole dans les pendentifs a été rapproché par Fernand Benoît des dispositions architecturales de la coupole du mausolée de Galla Placidia, à Ravenne. L'aspect byzantin de la coupole que lui donnait Viollet-le-Duc ou Mérimée ne suffit pas à dater la construction car ce type de coupole a été en usage du Ve siècle au XIe siècle.

## Protection du patrimoine
La chapelle de la Trinité a fait l'objet d'un classement au titre des monuments historiques par arrêté du 12 juillet 1886 .